# МАЗ-5434
МАЗ-5434 — семейство советских и белорусских крупнотоннажных грузовых автомобилей третьего поколения автомобилей МАЗ, выпускающихся на Минском автомобильном заводе с 1990 года на основе МАЗ-5432.

## История
Первый прототип МАЗ-5434 появился в 1990 году. За основу данной модели был взят серийно выпускаемый с 1981 года седельный тягач МАЗ-5432, от которого МАЗ-5434 отличается наличием переднего ведущего моста,  двигателем ЯМЗ-238 мощностью 240 л. с. и объёмом 14,87 литров, как, например, у КрАЗ-255Б. Коробка передач автомобиля — ЯМЗ-238А.
В настоящее время устанавливается двигатель ЯМЗ-65651 Евро-4 мощностью 270 л. с. Марка автомобиля МАЗ-5434Х3.
Визуально модель имеет сходства с тягачами МАЗ-5432, МАЗ-5433, а также с ранее выпускавшимся тягачом-лесовозом МАЗ-509.

## Технические характеристики
- Двигатель: ЯМЗ-65651.
- Мощность: 270 л. с.
- Объём: 11150 см3.
- Диаметр цилиндра: 130 мм.
- Ход поршня: 140 мм.
- Крутящий момент: 883 Н*м при 1250-1450 об/мин.
- Коробка передач: ЯМЗ-238A.
- Расход топлива: 45 л/100 км при скорости 60 км/ч.
- Объём бака: 350 л.
- Максимальная скорость: 70 км/ч.
- Колёсная формула: 4x4.

### Габариты
- Длина: 6600 мм
- Ширина: 2500 мм
- Высота: 3525 мм
- Колёсная база: 3750 мм
- Дорожный просвет: 300 мм
- Высота зарядного края: 1740 мм
- Снаряжённая масса: 9030 кг
- Грузоподъёмность: 6450 кг
- Полная масса: 16000 кг
- Полная масса прицепа: 16000 кг
- Полная масса автопоезда: 40000 кг